# Kastell Horbourg

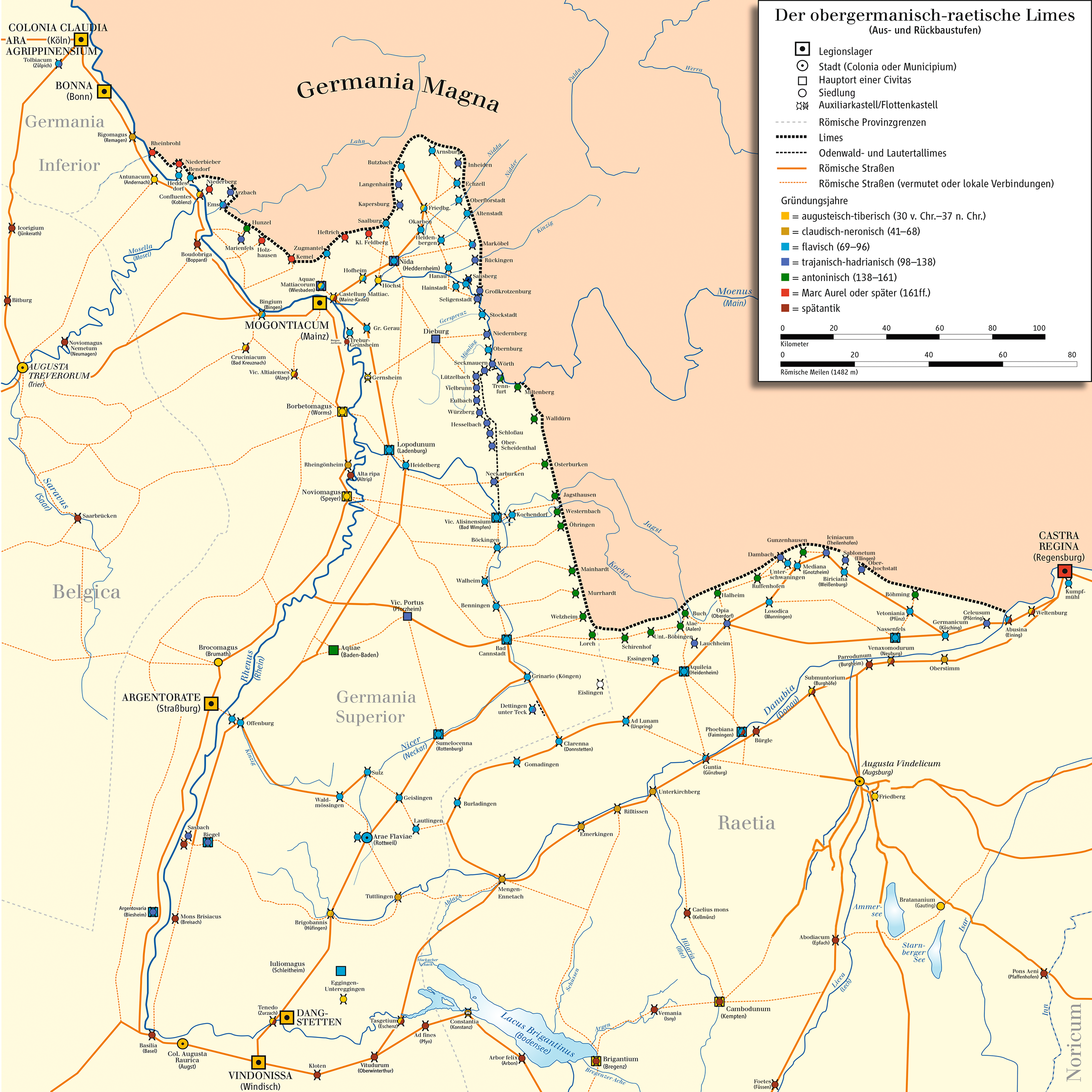
Die Kastelle des DIRL (Rheinlinie)

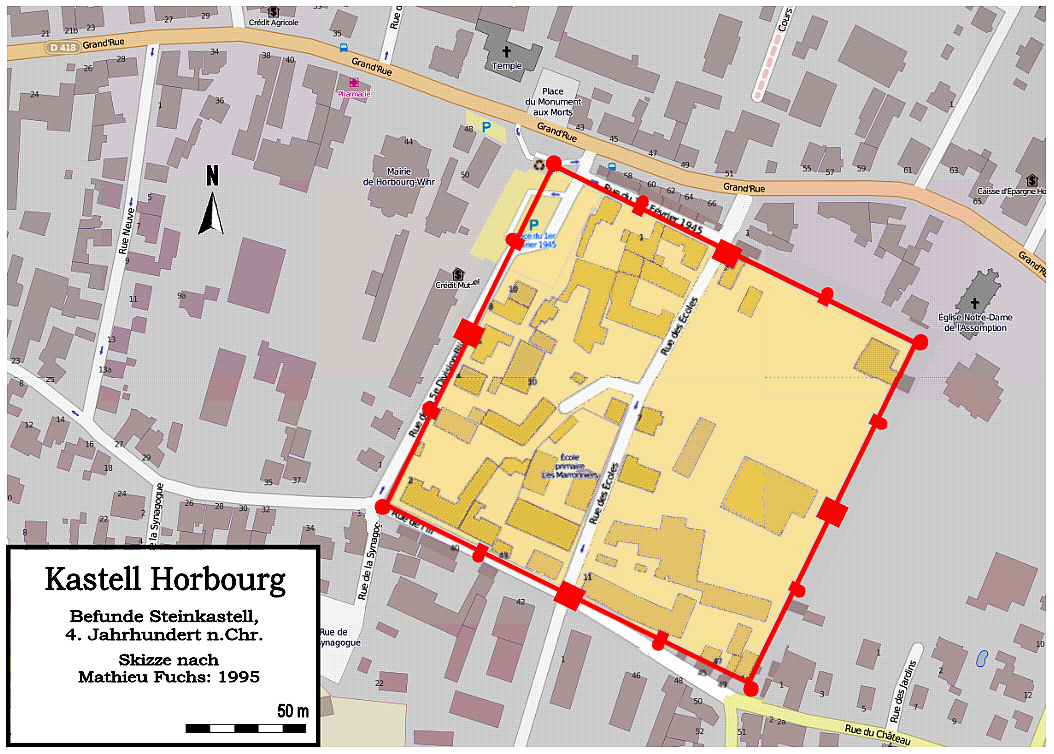
Lageskizze Kastell

Emile Alphonse Herrenschneider bei Grabungen in Horbourg, um 1884

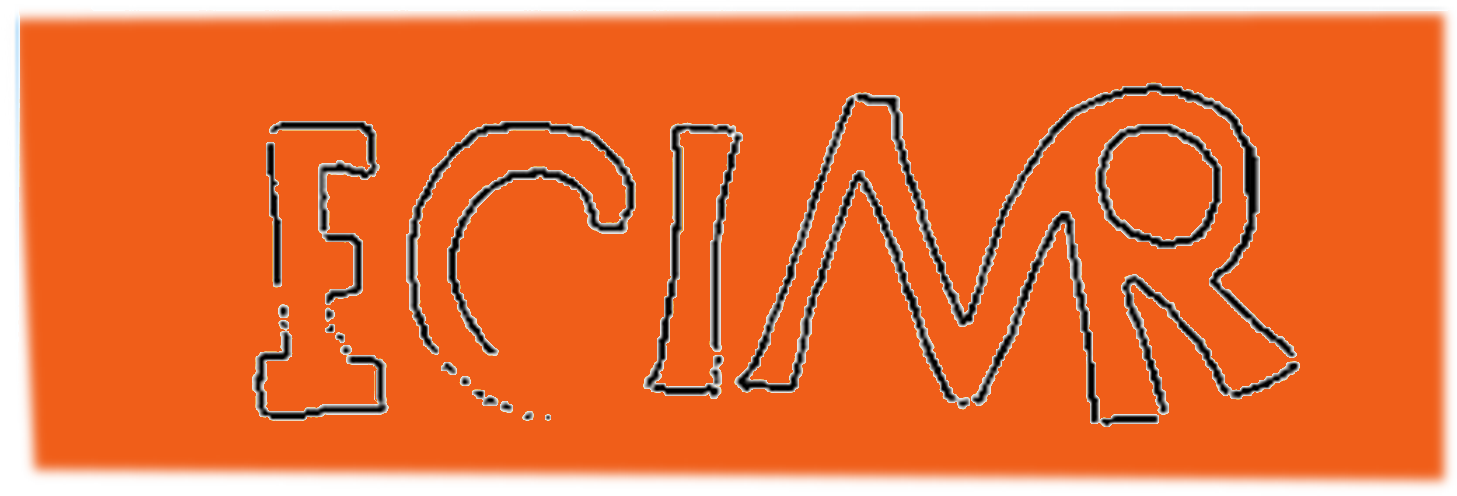
Ziegelstempel der Legio I Martia aus Kaiseraugst/Liebrüti

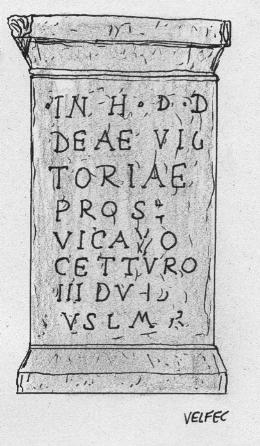
In Horbourg entdeckter Victoriaaltar

Zeichnung des Apollo-Grannus Altars von 1751

Kastell Horbourg war eine spätantike Befestigung auf dem Gebiet des jetzigen Horbourg-Wihr (deutsch Horburg-Weier, elsässisch Horwrig-Wihr) einer elsässischen Gemeinde im französischen Département Haut-Rhin, Arrondissement Colmar-Ribeauvillé.
Das spätrömische Kastell von Horbourg besetzte eine Schlüsselstellung in der Verteidigung des Rheinhinterlandes im 4. und 5. Jahrhundert und kontrollierte zusammen mit den Besatzungen der Kastelle in Biesheim-Oedenbourg, Sasbach-Jechtingen und Breisach die Durchgangsstraßen zur Rheingrenze. Die archäologische Stätte von Horbourg-Wihr umfasst die Überreste einer gallo-römischen Zivilsiedlung des 1. Jahrhunderts und die eines spätrömischen Kastells des 4. Jahrhunderts, aus denen wichtige Hinterlassenschaften aus dem Elsass der Römerzeit geborgen werden konnten. Die unterschiedlichen Stadien der Ausgrabungen veranschaulichen auch die Entwicklung der Archäologie von einer reinen Liebhaberei einiger interessierter Amateure zu einer professionellen Disziplin.

## Lage
Horbourg liegt etwa drei Kilometer östlich des Stadtzentrums von Colmar. Das Kastell und die Zivilsiedlung befanden sich am Zusammenfluss der Thur mit einem Altarm der schiffbaren Ill und wurden auf einer 4 m hohen, vor Hochwasser geschützten Schwemmterrasse, die eine Art Halbinsel bildete, errichtet. Die Terrasse war von größtenteils sumpfigem Gelände umgeben, das von den Wasserläufen der Lauch und Fecht durchflossen wurde. Nördlich des Kaiserstuhls verlief die Grenzlinie zwischen den beiden Provinzen Germania prima und Maxima Sequanorum. Entlang dieser Linie existierte eine Straße, die über die Vogesen und Metz herkommend bei Bisheim-Oedenburg das Rheinufer erreichte. Hier kreuzte sie sich in weiterer Folge mit der – von Norden nach Süden verlaufenden – linksrheinischen Limesstraße.

## Name
Seit dem 16. Jahrhundert war man der Meinung, dass das römische Horbourg mit dem – in mehreren antiken Quellen erwähnten – Argentovaria identisch war. Dieser Ortsname wird in mehreren antiken Handschriften – wie zum Beispiel beim Geographen Claudius Ptolemäus – im 2. Jahrhundert erwähnt. Auch andere Handschriften aus dem 3. und 4. Jahrhundert (Tabula Peutingeriana) bezeugen die Existenz von Argentovaria. Heute ist man jedoch allgemein der Ansicht, dass es sich dabei um eine römische Zivilsiedlung bzw. ein im 4. Jahrhundert über ihren Ruinen errichtetes Kastell bei Biesheim gehandelt hat. Da bisher keine diesbezügliche antike Inschrift aufgetaucht ist, die darüber endgültig Klarheit schaffen könnte, bleibt diese Frage weiterhin unbeantwortet. Der heute gebräuchliche Ortsname ist wohl auf die topographischen Gegebenheiten zurückzuführen. Das seit dem Mittelalter bekannte „Horoburc“ kann als „Schloss in den Sümpfen“ übersetzt werden.

## Entwicklung
Die Besiedlung des Elsass reicht bis in die Jungsteinzeit (10.000 v. Chr.) zurück. Um 58 v. Chr. schlugen Caesars Legionen bei Mülhausen den germanischen Heerkönig Ariovist und warfen ihn wieder über den Rhein zurück. Das Elsass gehörte seitdem zum Römischen Reich. Am Ende des 1. Jahrhunderts n. Chr. wurde die Reichsgrenze nach Besetzung der Agri decumates (sog. Dekumatland) an den neu eingerichteten Obergermanisch-rätischen Limes vorverlegt. Das Elsass gehörte nun für die nächsten 200 Jahren zum Hinterland des Limes. Die meisten Befunde von Horbourg-Wihr bezeugen römische Siedlungsaktivitäten während des 1., 2. und 4. Jahrhunderts. Die erste römische Niederlassung wurde zu Beginn des 1. Jahrhunderts gegründet. Ihre Blütezeit der Zivilsiedlung fällt in das späte 1. Jahrhundert. Am Ende des 2. Jahrhunderts verringert sich die wirtschaftliche Aktivität drastisch und die Menschen begannen offensichtlich die Siedlung wieder zu verlassen. Die Gründe dafür könnten in den zunehmenden Überschwemmungen in Folge einer Klimaänderung und ersten größeren Beutezügen der Germanen gelegen haben.
Im 3. Jahrhundert wurde der Druck der rechtsrheinischen „Barbarenvölker“ auf den Rheinlimes immer größer. Die Alamannen und ihre Verbündeten verheerten mehrmals (235, 245, 260, 356, 378) die Rheinprovinzen und dabei wohl auch den – schon vorher schwer in Mitleidenschaft gezogenen – Vicus von Horbourg, der von seinen Bewohnern nun endgültig aufgegeben werden musste. Nach dem Abzug vom Obergermanisch-Rätischen Limes und der Rückverlegung der Reichsgrenze an den Rhein (Donau-Iller-Rhein-Limes), 259/260, wurde zur Sicherung des strategisch wichtigen Straßenknotenpunkts in Horbourg ein Kastell angelegt. Während der großen Barbareneinfälle im 4. und 5. Jahrhundert war es vermutlich Bestandteil eines Festungsgürtels, zu dem auch die rechtsrheinischen Kastelle auf dem Münsterberg in Breisach und am Sponeck in Sasbach-Jechtingen gehörten. 378 schlug Kaiser Gratian die alamannischen Lentienser bei Argentovaria und drängte sie wieder über den Rhein zurück. Die römische Grenzverteidigung brach im Winter 406/407 fast völlig zusammen.
Das Lager wurde wahrscheinlich im frühen fünften Jahrhundert von den Römern aufgegeben. Es könnte von den Vandalen, Alanen oder Sueben bei ihrem Grenzdurchbruch im Winter 406/407 oder durch die Hunnen bei ihrem Zug nach Gallien 451 zerstört worden sein. Die Alamannen begannen danach auch in den Landstrichen links des Rheins zu siedeln, die nur noch nominell unter römischer Oberhoheit standen. In der Schlacht von Zülpich im Jahre 496 und in weiteren Kämpfen 506 schlug der Frankenkönig Chlodwig I. die Alamannen und beendete ihre Herrschaft über die ehemaligen Rheinprovinzen. Eine eventuelle Wiederverwendung des Kastells im Hochmittelalter ist nur schlecht dokumentiert und blieb bis heute umstritten.

## Forschungsgeschichte
Aufgrund der kontinuierlichen Besiedlung des Ortes und seiner strategischen wichtigen Position wurde der Kastellplatz im Laufe der Jahrhunderte immer wieder von Kriegen und Invasionen heimgesucht. Die Interpretation der Ausgrabungsbefunde ist deswegen nicht immer einfach gewesen. Die dichte neuzeitliche Verbauung der Fundstelle verhindert bis heute seine vollständige Freilegung.
Die frühesten Berichte über römische Funde stammen aus dem Jahre 1543 und wurden bei der Erweiterung der Burg der Grafen von Württemberg gemacht. Die Festung schnitt genau die Nordostecke des Lagers. Verfasst wurden sie vom Humanisten Beatus Rhenanus, der die Entdeckung der antiken Mauern in einer Chronik erwähnt. Er vermutete, dass es sich um die Überreste von Argentovaria handelte, und löste damit eine lebhafte Kontroverse unter den Wissenschaftlern aus, die bis zum heutigen Tag andauert. 1603 wurde ein Apollo-Grannus-Altar entdeckt, ging aber wieder verloren, als 1870 die Stadtbibliothek von Straßburg ein Raub der Flammen wurde.
Um die Mitte des 18. Jahrhunderts beschäftigte sich Johann Daniel Schoepflin mit der Erforschung des antiken Ortsnamens und sammelte diesbezügliche Artikel in seiner Alsatia Illustrata. 1748 wurde durch einen evangelischen Pastor neuerlich ein römischer Altar geborgen. 1780–1784 entdeckt Sigismund Billing, Rektor der Stadt Colmar, erstmals Überreste des Kastells, ein Relief und eine antike Grabstätte.
In den 1820er Jahren verfasste der Richter Philippe de Golbery eine erste Monographie über das römische Horbourg. Die ersten systematischen Grabungen wurden vom Pastor Emile Alphonse Herrenschneider und dem Baurat Charles Winkler von 1884 bis 1899 durchgeführt und deren Ergebnisse veröffentlicht. Trotz der nur knappen Flächen, die zur Verfügung standen, waren diese Grabungsarbeiten die Grundlage zur Erstellung eines detailreichen Befundplans des Kastells, der bis heute seine Gültigkeit hat. Die während dieser ersten Grabungskampagne gefundenen Artefakte verschwanden aber hauptsächlich in privaten Sammlungen.
Während des 20. Jahrhunderts wurden zwar neue Techniken angewandt und mehr systematische Rettungsgrabungen durchgeführt, dennoch wurden durch die rasch voranschreitende Verstädterung zahlreiche Artefakte unwiederbringlich zerstört. Ab 1964 gruben Charles Bonnet und Madeleine Jehl in Horbourg (6 m² Fläche – 4 m tief) und bewiesen die Existenz eines Vicus aus dem 1. Jahrhundert n. Chr., der dem Kastell voranging. 1971–1972 stieß man auf einen Teil der östlichen Kastellmauer, die beim Bau der mittelalterlichen Burg stark zerstört worden war. 1991 erfolgte die Gründung der archäologischen und historischen Gesellschaft ARCHIHW (siehe Weblinks) zur Überwachung und Pflege der archäologischen Fundstellen in Horbourg. Zwischen 1989 und 1994 wurden bei der Erforschung der Fundstelle erstmals neue Untersuchungstechniken – wie zum Beispiel die geophysikalische Prospektion – angewandt. Dabei konnten die Überreste von antiken Schmelz- und Brennöfen, Grabsteine und Münzen geborgen werden. 1996 gelang die Freilegung eines Abschnittes der sehr gut erhaltenen Fundamente des westlichen Walls.
Im Jahr 2004 entdeckte man das Südtor des Lagers und bei Bauarbeiten im Jahr 2010 weitere Teile der Kastellmauer. 2011 konnte der Graben vor dem Westtor beobachtet werden.

## Straßenverbindungen
Vermutlich lagen Kastell und Vicus im Zentrum eines Straßen- und Kanalnetzes, die sternförmig in alle Richtungen und bis zur Rheingrenze führten. Das Wissen über die lokalen antiken Straßenverläufe ist bis heute jedoch äußerst begrenzt. Seit dem 17. Jahrhundert versuchten Forscher, mehr oder minder erfolgreich, den Verlauf römischer Straßen in der Umgebung von Horbourg zu rekonstruieren. Bis zum heutigen Tag ist dies nur unvollständig gelungen. Auch eine Unterscheidung zwischen einfachen Pfaden und Wegen oder Straßen von primärer Bedeutung war nicht möglich.
Einer dieser Wege lief westlich am heutigen Friedhof von Horbourg vorbei und dürfte dann weiter in Richtung Norden geführt haben. Er wurde im 19. Jahrhundert entdeckt und konnte 1992 von Archäologen noch um ein paar hundert Meter nachverfolgt werden. Seine Funktion im römischen Straßennetz ist unklar. Es war nicht möglich festzustellen, ob es sich nur um einen Zugangsweg zum Vicus handelte, oder ob er entweder zum Illhafen oder noch weiter nach Norden führte. 1994 entdeckte man eine Straßentrasse nach Osten, die direkt nach Argentovaria/Biesheim–Oedenbourg führte. Zu dieser Straße müsste auch ein westliches Gegenstück, in Richtung der Vogesen, existieren.
Pastor Herrenschneider berichtet am Ende des 19. Jahrhunderts von der Entdeckung eines römischen Kanals, der vom Kastell weg nach Süden führte. Über seine genaue Funktion machte er jedoch keine Angaben.
Über eine weitere Straße in Richtung Nord-Osten gelangte man von Horbourg-Wihr nach Jebsheim und von dort in weiterer Folge bis an das Ufer des Rheins. Ein Teilstück davon konnte auch im Jahr 2008 in einem Vorort beobachtet werden. Auf einer Straße, die direkt am Kastell vorbeiführte, konnte wohl das Sumpfgebiet bequem und sicher durchquert werden. Auf ihr erreichte man in weiterer Folge den Rheinübergang beim Kastell Breisach.

## Kastell
Das Kastell stand im Zentrum des ehemaligen Vicus und wurde im Westen und Osten von zwei Flussarmen umlaufen. Über genaue Lage und Aussehen des Kastells ist mangels größerer Ausgrabungskampagnen nur wenig bekannt. Es ähnelte wohl stark den Kastellen in Alzey und Bad Kreuznach, hatte vermutlich einen Grundriss in Form eines 168,5 m × 160 m großen, regelmäßigen Vierecks und bedeckte eine Fläche von rund 2,6 Hektar. Damit war es ein für diese Zeitperiode sehr großes Kastell. Die Umwehrung bestand aus Vogesen-Sandstein und wurde außerhalb zusätzlich von einem mit Wasser gefüllten Graben geschützt. An den Ecken standen jeweils vier runde Ecktürme, dazwischen befanden sich acht halbrunde Zwischentürme. Das Kastell verfügte vermutlich über vier quadratische Tortürme mit einer Durchfahrt, die sich mittig im Norden, Süden, Westen und Osten befanden. Im Zentrum seines Areals sind ansonsten nur eine frühchristliche Kirche aus dem 6. bis 7. Jahrhundert und ein Friedhof bezeugt.
Die Frage der Datierung des Lagers wurde bis heute nicht vollständig geklärt. Die neuzeitlichen Gelehrten vermuteten, dass es schon zur Zeit des Augustus angelegt worden war. Zwischen 1820 und 1830 berichtet Philippe Golbery unter anderem vom Fund einer Weiheinschrift des Geta, vermutete aber, dass das Lager im Zuge der Neubefestigung der Rheingrenze erst unter der Herrschaft des Caesars der westlichen Reichshälfte, Julian, errichtet worden war. Herrenschneider und Winkler datierten das Kastell in das dritte Jahrhundert n. Chr. Im Jahr 1918 machte Robert Forrer auf die große Ähnlichkeit des Lagers mit dem sehr viel umfangreicher erforschten Kastell Alzey aufmerksam, desgleichen Charles Bonnet in den Jahren 1964–1972. Nach Auswertung der Untersuchungsergebnisse von 1996 dürfte das Kastell wohl mit ziemlicher Sicherheit im späten vierten Jahrhundert – genauer gesagt zwischen 330 und 370 – erbaut worden sein.

## Garnison
Welche Einheit der römischen Armee die Wachmannschaft des Kastells stellte, ist unbekannt. Das Lager war vermutlich – wie für das 4. und 5. Jahrhundert üblich – mit Limitanei/Ripenses oder – auf Grund seiner Zeitstellung noch wahrscheinlicher – mit germanischen Foederaten (Verbündete) belegt, die wohl dem für diesen Grenzabschnitt zuständigen Befehlshaber, dem Dux provinciae Sequanicae, unterstanden. Denkbar wäre auch, dass das Kastell aufgrund seiner Größe primär als Basis für Einsätze der mobilen Feldarmee (Comitatenses) genutzt wurde.
Die wichtigste Schriftquelle für die Zuordnung von spätantiken Grenztruppeneinheiten und Kastellnamen des 4. und 5. Jahrhunderts ist die Notitia dignitatum. In ihr werden aber weder der Ortsname des Horbourger Kastells noch seine Garnisonseinheit oder ihr kommandierender Offizier angeführt. Lediglich die Legio I Martia ist in der ersten Hälfte des 4. Jahrhunderts als Grenzschutztruppe am Hochrhein durch zahlreiche Ziegelstempel belegt. Vexillationen von ihr standen unter anderem in den Lagern von Windisch, Kaiseraugst, Breisach und Oedenburg-Biesheim. Ende des 19. Jahrhunderts barg Herrenschneider auch in Horbourg einige ihrer Ziegelstempel.
In der Antikensammlung des Museums von Colmar-Unterlinden befinden sich auch zwei Ziegelstempel der Legio VIII Augusta aus Straßburg, die angeblich ebenfalls in Horbourg aufgefunden wurden. Ob sie tatsächlich von dort stammen, wird jedoch bezweifelt.

## Zivilsiedlung
Auf dem Areal der Zivilsiedlung tauchten auch einige Hinweise auf vorrömisches Leben, basierend auf Artefakten aus der späten Bronzezeit, auf. Durch eine Inschrift, die seit 1816 bekannt ist, weiß man, dass das Kastell über den Ruinen der von Gallo-Römern bevölkerten Zivilsiedlung (Vicus) erbaut worden war. Die Inschrift enthielt jedoch keinen Hinweis darauf, welchen rechtlichen Status sie innehatte. Es handelte sich wohl um eine größere Niederlassung der keltischen Rauriker, deren Metropole Augusta Raurica (Kaiseraugst) war.
Vermutlich bedeckte sie eine Fläche von ca. 50–80 ha und entstand im frühen 1. Jahrhundert n. Chr. Grabungen in der Rue des Ecoles (1998–1999) brachten früheste Funde aus den Jahren zwischen 20 und 40 n. Chr. zutage. Möglicherweise waren ab diesen Zeitpunkt auch schon römische Soldaten hier stationiert. Wie viele Menschen hier lebten, ist nicht bekannt. Es gibt nur Hinweise über ihre wirtschaftlichen und handwerklichen Tätigkeiten. Im Bereich des neuen Rathauses wurden 1993 die Reste einer Metallgießerei und 2008–2009 auch die von Werkstätten beobachtet. Am Ende des 1. Jahrhunderts war die Siedlung offensichtlich schon zu beachtlicher Größe angewachsen und zu einem regionalen Handels- und Handwerkszentrum aufgestiegen.
Im ersten Drittel des 2. Jahrhunderts erreichte sie ihre größte Ausdehnung, wie die archäologischen Schichten aus dieser Zeitperiode beweisen. Die Gebäude waren mit großer Sorgfalt errichtet worden und besaßen zur Straßenseite hin Arkaden, die den Gehweg überdachten. Offensichtlich hatten deren Bewohner einen beachtlichen Wohlstand erreicht und die römische Art zu bauen hatte sich weitgehend durchgesetzt. Die meisten Gebäude bestanden aber immer noch aus Holz und Lehm. Über das Straßennetz des Vicus weiß man nur wenig.
Im Zentrum der heutigen Stadt (Jardin Ittel – Rue des Ecoles), entdeckte Pastor Herrenschneider im Jahr 1884 ein größeres Gebäude, dessen Mauerwerk sehr sorgfältig ausgeführt worden war. Der Ausgräber hielt es für das Praetorium des spätrömischen Lagers. Bei Nachgrabungen im Jahr 2004 stellte sich heraus, dass es zwischen 180 und 220 n. Chr. errichtet wurde und von einem Säulengang (Portikus) umgeben war. Vermutlich handelte es sich dabei entweder um einen Tempel oder um ein anderes öffentliches Gebäude. Nicht weit davon entfernt legte Charles Bonnet im Jahre 1972 einen Teil einer Therme mit Hypokaustenheizung frei, die nach ihrer Zerstörung im 3. Jahrhundert wieder aufgebaut worden war. Eine Töpferwerkstatt konnte bei Les Pivoines – Crédit Mutuel – Rue de la 5ème Division Blindée beobachtet werden. Sie war zwischen 120 und 160 n. Chr. in Betrieb. In unmittelbarer Nähe, auf dem Gelände des neuen Rathauses, befand sich eine Bronzegießerei. An ihr führte in der Antike ein gepflasterter Weg vorbei. Weitere Spuren von Straßen und Gebäuderesten der gleichen Zeitperiode fanden sich etwa hundert Meter weiter im Norden, direkt neben der evangelischen Kirche. Wahrscheinlich wurden diese beiden Gebäude – und wohl auch der gesamte Vicus – im letzten Viertel des 2. Jahrhunderts durch ein Hochwasser zerstört.
Ab dem dritten Jahrhundert werden die Funde im Vicus immer seltener. Die Blüteperiode der Zivilsiedlung dürfte, auch auf Grund der vermehrten Barbarenüberfälle, ab dieser Zeit endgültig vorbei gewesen sein. Die Verwüstungen durch die Barbaren können jedoch nicht alles erklären. Es scheint, dass auch eine markante Klimaveränderung einsetzte, die ein vermehrtes Auftreten von Überschwemmungen zur Folge hatte. Das 3. Jahrhundert war von extremer Armut und stetiger Abnahme der hier ansässigen Bevölkerung gekennzeichnet. Nur die Gebäude im Zentrum waren noch bewohnt. In den Schichten nach 250 fanden sich nur noch wenige Münzen, vor allem die der gallischen Usurpatoren Postumus und Tetricus I. Ob die Zivilsiedlung auch im 4. Jahrhundert noch bewohnt war, ist unbekannt.

## Wirtschaft
Neben den geografischen Besonderheiten begünstigten auch die fruchtbaren Lößböden die landwirtschaftliche Nutzung und damit auch die Entstehung noch zahlreicher anderer gallo-römischer Siedlungen in der Umgebung des Kastells. Nachgewiesen sind vor allem Weideflächen, Getreide- und Weinanbau. Der Weinanbau gelangte vermutlich zu größerer Bedeutung. 1782 wurde ein Flachrelief, auf dem auf einer Seite zwei geflügelte Genien mit Weintrauben abgebildet waren, entdeckt, im Jahr 2008 konnten antikes Saatgut und Rebstöcke geborgen werden. Abgesehen von der Landwirtschaft war für die regionale Wirtschaft das Keramik- und Metallhandwerk von Bedeutung. Hierfür war eine große Menge an Brennholz vonnöten. Dies deutet auf die Existenz von großen Wäldern in der nahen Umgebung hin, die auch Bauholz lieferten. Auch Lehm, ein wichtiger Rohstoff für den Hausbau und zur Keramikherstellung, war in großen Mengen vorhanden. Flusskies wurde vor Ort gewonnen. Steinmaterial, darunter Sandstein und Kalkstein, bezog man aus Steinbrüchen in den Vogesen. Er wurde wegen seiner feinen Körnung bevorzugt für Skulpturen und Grabsteine verwendet, auch rosa Sandstein, der um Vœgtlinshoffen vorkommt, war weit verbreitet. Reiner Kalkstein fand sich nur in Bauschutt und Straßentrassen.
Der Hauptteil der handwerklichen Aktivität konzentrierte sich auf die Herstellung von Keramikware. Nach der Entdeckung einer Töpferwerkstatt im Jahr 1967 konnten zahlreiche noch intakte Keramiken geborgen werden. Einige von ihnen sind im Museum Colmar-Unterlinden ausgestellt. Bemerkenswerterweise wurden in der Töpferei auch Fragmente von Gussformen für die Produktion von Sigillata gefunden. Vermutlich hatte man hier versucht, eigene Terra Sigillata herzustellen. Bisher konnten jedoch keine Scherben aus diesen Formen gefunden werden, was darauf hindeutet, dass der Herstellungsprozess aus irgendeinen Grund abgebrochen wurde. Die Funde sind auch viel zu spärlich, um heute den Fortschritt dieser Bemühungen beurteilen zu können.
Ein weiterer wichtiger Handwerkszweig war die Metallverarbeitung. Spuren von Werkstätten wurden in drei Bereichen gefunden. Der erste Platz war in der Nähe der Töpferei, 1968 fand man dort eine Werkstatt mit Schmelzofen, Schlackenreste, einzelne Bronzeobjekte aus dem Warensortiment (Gewandfibeln und eine Statuette des Merkur) sowie einen Schmelztiegel. Auch beim Neuen Rathaus fanden sich mehrere dieser Tiegel, Schlackenreste und wieder Bronzefragmente. Wahrscheinlich gehörte diese Werkstätte ebenfalls zum Betrieb neben der Töpferei, da der Abstand zwischen ihnen nur minimal ist. Die dritte diesbezügliche Fundstelle befand sich im Osten der Stadt, sie wurde 1989 entdeckt und im Jahr 2008 neuerlich untersucht.

## Kult und Religion
In Horbourg-Wihr konnten mehrere Objekte entdeckt werden, die Rückschlüsse auf die hier ausgeübten Götterkulte erlauben:
- Ein Weihealtar mit Inschrift, der dem Apollo-Grannus gestiftet worden war
- Das Fragment eines Reliefs, darauf die Darstellung des Mercurius mit Schlangenstab (Hermesstab) und die schon oben erwähnte Bronzestatuette
- Ein Altar der Siegesgöttin Victoria
- Eine Stele, die die Fruchtbarkeitsgöttin Epona auf einem Pferd sitzend und mit einem Apfel in der Hand darstellt
- Ein Relief, das zwei geflügelte Genien – jeder mit Weintrauben in der Hand und der linke mit den Fuß auf einem mit Trauben gefüllten Bütte stehend – zeigt
- Ein Weihealtar des Martius Birrius, dem gallo-römischen Götterpantheon gewidmet

## Gräberfelder
Alle Grabsteine, die in Horbourg-Wihr ausgegraben wurden, waren von ihren ursprünglichen Aufstellungsorten verschleppt worden. Man hatte daher keine klare Vorstellung davon, wo genau sich die Gräberfelder der Zivilsiedlung bzw. des Kastells befunden haben.
Insgesamt konnten bislang vierundzwanzig Grabsteine, fast alle aus rosa Sandstein gehauen, geborgen werden. Viele von ihnen wurden beim Bau des spätantiken Kastells als Baumaterial (Spolien) in die Wehrmauer eingebaut. Andere waren in der Merowingerzeit für Sarkophage wiederverwendet worden. Die Bestimmung der Lage der Friedhöfe wird auch durch die Umgestaltung der Topographie wegen der häufigen Überschwemmungen, die Horbourg-Wihr seit der Antike heimgesucht haben, erschwert. Große Teile des Areals der antiken Siedlung und des Kastells sind von einer dicken Schlammschicht bedeckt. Gemäß der römischen Tradition müssen sich die Gräberfelder außerhalb des Stadtgebietes befunden haben. Da sie immer entlang der Ausfallstraßen angelegt wurden, kommen dafür nur drei Örtlichkeiten in Frage:
- In der Nähe der Straße nach Kreuzfeld-West, wo ein Grab aus dem 4. Jahrhundert und ein Grabstein entdeckt wurden
- neben einem Weg nach Biesheim wurden zwei Grabsteine und mehrere Feuerbestattungen gefunden
- etwas weiter südlich davon stieß man 1894 auf ein antikes Grab und in der Nähe auf einen Grabstein

Andere Gräber wurden von Pastor Herrenschneider zwar auf einer Grabungskarte markiert, aber von ihm nicht näher beschrieben.

## Denkmalschutz
Die Anlagen sind Bodendenkmäler im Sinne des französischen Denkmalschutzgesetzes (Code du patrimoine). Archäologische Stätten – Objekte, Bauten, Flächen – sind darin als Kulturschätze (Monument historique) definiert. Raubgrabungen sind umgehend zu melden. Sondengehen auf geschützten Flächen und unangemeldete Grabungen sind verboten. Der Versuch, archäologische Funde illegal aus Frankreich auszuführen, wird mit mindestens zwei Jahren Haft und 450.000 Euro, mutwillige Zerstörung und Beschädigung von Denkmälern werden mit bis zu drei Jahren Haft und einer Geldstrafe bis 45.000 Euro belegt. Zufällig gemachte archäologische Funde sind sofort bei den zuständigen Stellen abzugeben.